# Toxtla, Puebla
Toxtla är en ort i Mexiko.   Den ligger i kommunen Chiconcuautla och delstaten Puebla, i den sydöstra delen av landet, 140 km nordost om huvudstaden Mexico City. Toxtla ligger 1 393 meter över havet och antalet invånare är 1 529.
Terrängen runt Toxtla är huvudsakligen kuperad, men västerut är den bergig. Runt Toxtla är det ganska tätbefolkat, med 160 invånare per kvadratkilometer. Närmaste större samhälle är Huauchinango, 16,4 km nordväst om Toxtla. Omgivningarna runt Toxtla är en mosaik av jordbruksmark och naturlig växtlighet.